# Myślenice
Myślenice é um município da Polônia, na voivodia da Pequena Polônia e no condado de Myślenice. Estende-se por uma área de 30,22 km², com 17 821 habitantes, segundo os censos de 2017, com uma densidade de 612 hab/km².